# Szendvics

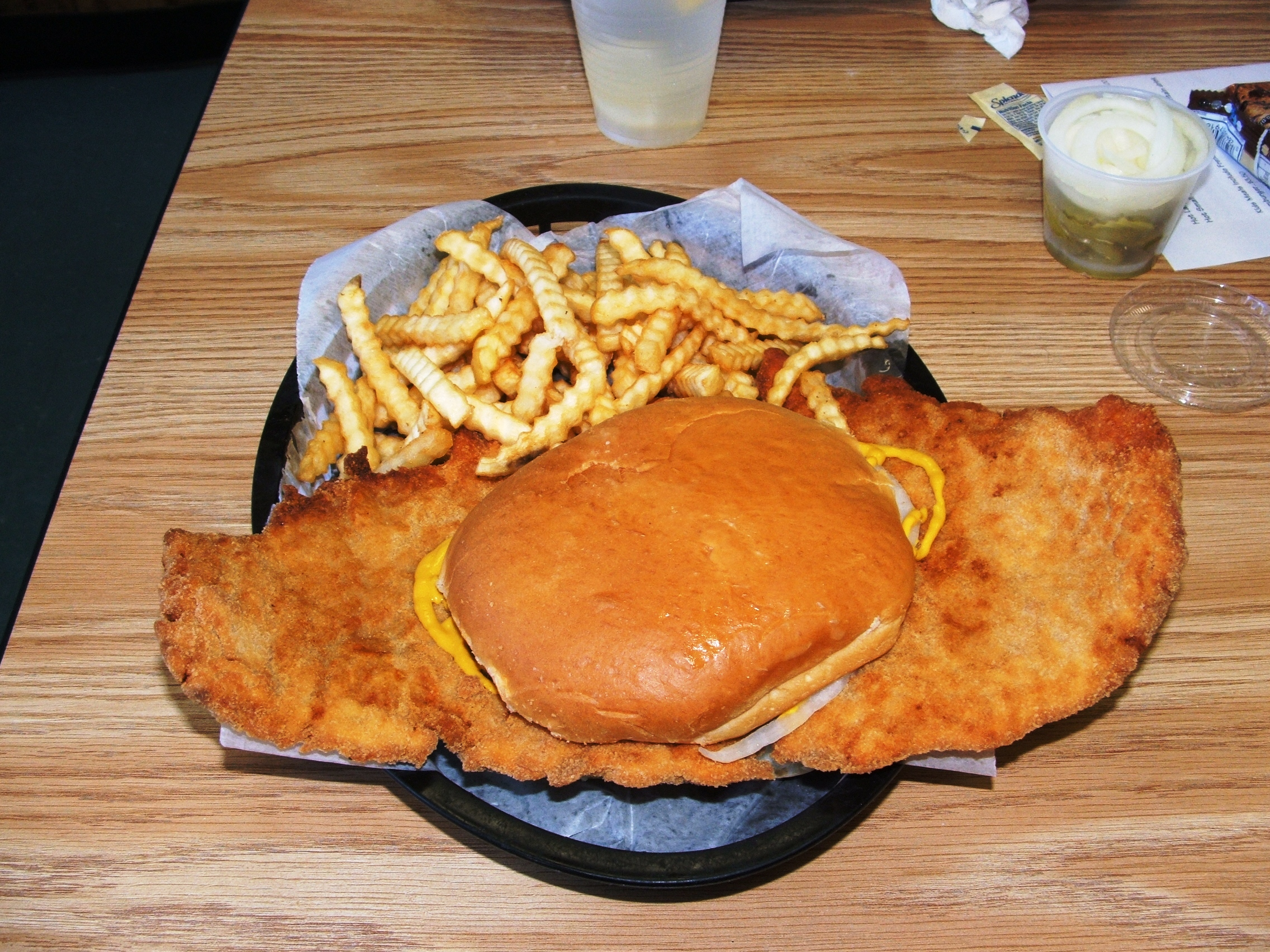
Rántotthúsos szendvics

A szendvics jellemzően két szelet kenyeret, vagy kettévágott péksüteményt jelent, ami közé húst, sajtot, zöldségfélét, vagy lekvárt töltenek. A szeleteket ízlés szerint vajjal, szendvicskrémmel, vagy olívaolajjal kenik meg. A szendvics John Montagu, Sandwich grófja révén vált ismertté 1768-ban, aki a kártya iránti szenvedélye miatt vonult be a gasztronómia történetébe, mivel szenvedélyes játékosként nem akart felállni az asztaltól, amely mellett kártyázott. Azért, hogy egyen valamit, azt kérte a szolgáitól, hogy tegyenek neki egy szelet húst két szelet kenyér közé. Így lett aztán ő a világon mindenki által ismert szendvics feltalálója.
A szendvicset jellemzően tízóraira vagy uzsonnára fogyasztják, de főétkezésként is megállja a helyét. Könnyen szállítható, ezért tipikus étel munkahelyen, piknikeken és kirándulásokon.

## Eredet

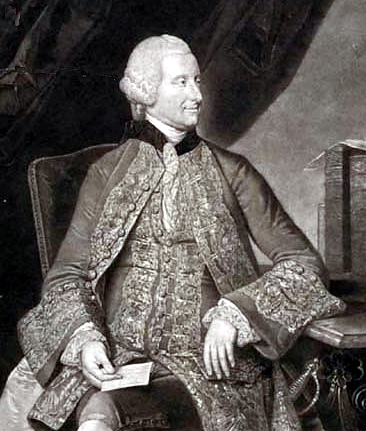
John Montagu, Sandwich negyedik grófja

Az első szendvics megalkotását a zsidó bölcsnek, Hillélnek, a nagy öregnek tulajdonítják, aki állítólag bárányhússal és fűszernövényekkel töltött maceszt készített a zsidó húsvét idején.
A középkorban vastag kenyérszeletek szolgáltak tányérként. Az étkezés végén az étellel átitatott kenyérszeleteket a kutyák vagy a koldusok kapták.
A szendvics szó angol megfelelője, a „sandwich” a 18. században jelent meg először írásban, Edward Gibbon történész és országgyűlési képviselő naplójában. Az angol John Montaguról, Sandwich negyedik grófjáról nevezték el. A gróf, bár a szendvics feltalálásához semmi köze nem volt, állítólag igen kedvelte ezt az ételt. Az egyik feltételezés szerint azért, mert így nem kellett félbehagynia egy kártyapartit sem, mert a keze nem lett zsíros az ételtől. A másik teória szerint az íróasztalánál töltött hosszú órákat nem szerette volna megszakítani.